# George Monck, 1:e hertig av Albemarle
George Monck (eller: Monk), 1:e hertig av Albemarle, född den 6 december 1608 i Potheridge (Devonshire), död den 3 januari 1670, var en engelsk general och statsman. Han var far till Christopher Monck, 2:e hertig av Albemarle.
Monck utbildade sig 1629–1938 i nederländsk krigstjänst, deltog de följande åren som överstelöjtnant vid ett engelskt regemente i några småstrider på skotska gränsen och sändes 1641 vid utbrottet av oroligheterna på Irland dit som överste. Där gav han prov på de egenskaper, som sedermera kännetecknade honom: stor förmåga att upprätthålla disciplin och vinna soldaternas tillgivenhet, flegmatisk kallblodighet och hemlighetsfull förbehållsamhet.
Vid inbördeskrigets utbrott mellan Karl I och parlamentet ställde sig Monck på kungens sida, fick befäl över en från Irland sänd hjälpkår 1644, men blev samma år tillfångatagen vid Nantwich och satt till november 1646 inspärrad i Towern samt fick – efter att ha formligen anslutit sig till presbyterianerna – anställning i parlamentets här på Irland, där han till juli 1649 med växlande framgång bekämpade O'Neill och andra rojalistiska upprorsmän mot parlamentsväldet.
Det stillestånd han i maj samma år ingått med O'Neill ogillades skarpt av parlamentet, men Cromwell gav 1650 Monck ett viktigt befäl vid expeditionen till Skottland, varunder han anförde en brigad i slaget vid Dunbar (3 oktober samma år), och följande år kvarlämnades som överbefälhavare, då Cromwell drog söderut mot den rojalisthär, som inryckt i England. Monck intog (1 september) Dundee och fullbordade Skottlands kuvande.
Som "general till sjöss" var Monck 1653 en av flottans befälhavare i sjökriget mot holländarna och hade, trots att han ej förut var sjövan, betydande andel i de då vunna segrarna. Cromwell hyste stort förtroende för Monck, som från 1654 såsom militärbefälhavare i Skottland kvävde alla rojalistiska uppviglingsförsök och även efter protektorns död till en början syntes otillgänglig för rojalistiska lockelser.
Han försäkrade sig emellertid om sin armés obegränsade pålitlighet och iakttog en avvaktande hållning, till dess general Lamberts strävanden att upprätta en militärdiktatur, som även ingrep i Moncks befälsmyndighet i Skottland, hösten 1659 förmådde honom att lämna sitt stöd åt anhängarna av parlamentet och av civil regeringsmakt. Han utsågs (november) till högste befälhavare över parlamentets härar, ryckte (januari 1660) över Tweed in i England och fortsatte långsamt söderut, dragande fördel av den stigande upplösningen bland Lamberts anhängare och i dennes armé.
I London inryckte Monck (3 februari) utan att röna motstånd och utan att yppa sina innersta avsikter, som alltmer koncentrerade sig på åstadkommandet av en rojalistisk restauration. 21 februari återgav Monck de i december 1648 uteslutne presbyterianska parlamentsmedlemmarna deras mandat och inkallade efter "långa parlamentets" slutliga upplösning (16 mars) ett nytt parlament, som samlades 25 april och 1 maj beslöt monarkins återinförande.
Monck hade sedan i mars stått i ständig kontakt med Karl II och särskilt tillrått de löften om amnesti med mera, som innehölls i deklarationen i Breda (4 april). Han mötte (25 maj) Karl II i Dover, belönades för restaurationens oblodiga genomförande bland annat med hertiglig värdighet (juli) och högsta befälet över armén för livstid med titeln generalkapten (aug.).
Under den nya regimen utövade Monck inget betydande politiskt inflytande, men han framträdde vid några kritiska tillfällen ur sin relativa tillbakadragenhet, särskilt som Londons styresman under pesten 1665, som framgångsrik befälhavare (jämte prins Rupert) mot holländska flottan 1666 och som ordningens upprätthållare i London efter den stora branden samma år. Monck drog sig 1668 illa sjuk helt tillbaka från det offentliga livet och avled året därpå i vattusot. Han begravdes i Westminster Abbey.